# 流砂

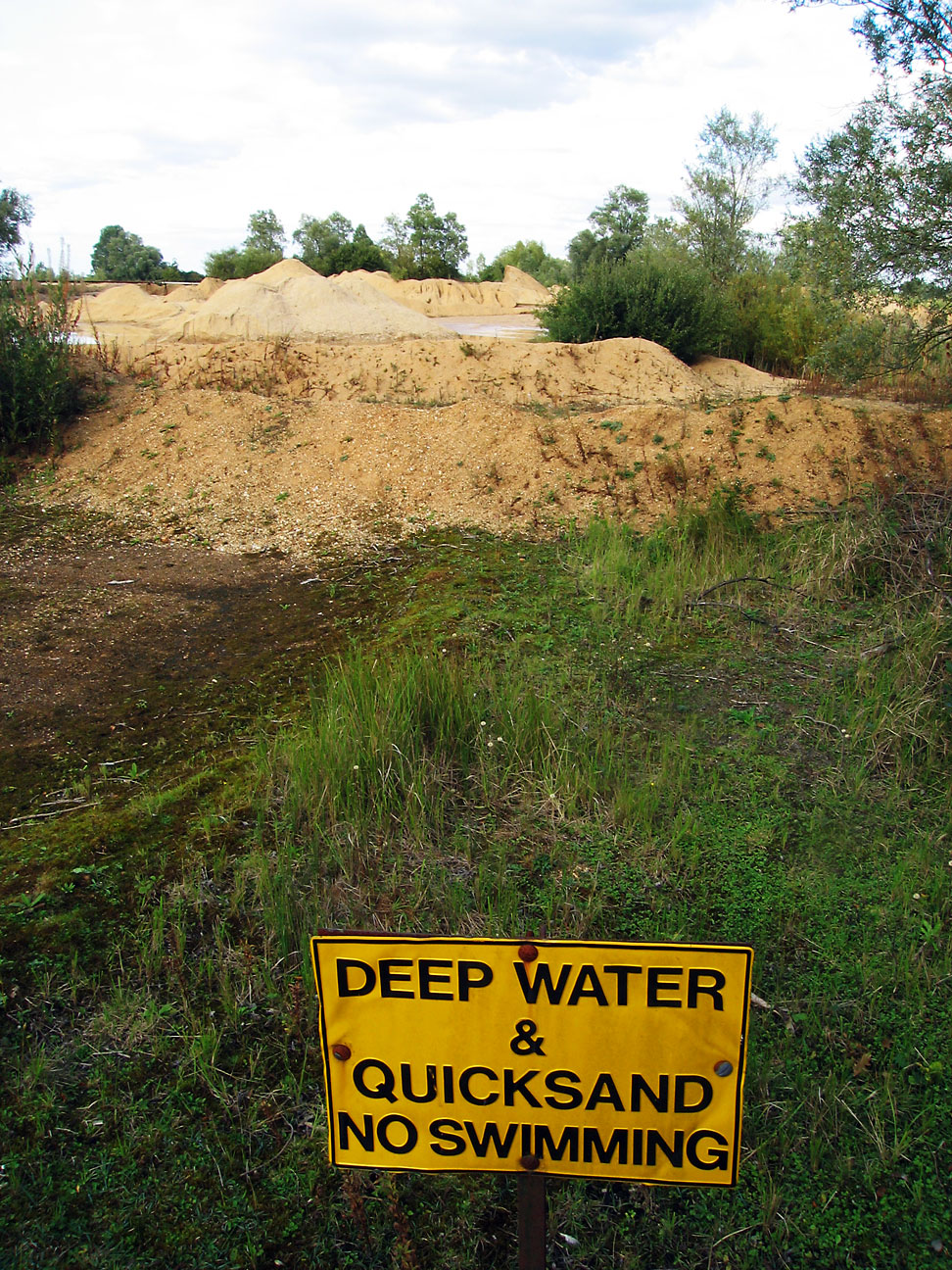
流砂危険の看板

流砂（りゅうさ、りゅうしゃ、英: quicksand）とは、水分を含んだもろい地盤、またはそこに重みや圧力がかかって崩壊する現象である。
砂・泥・粘土などの粒子が、地下の湧水などによって水分が飽和状態になることにより形成される。流砂は圧力がかかって崩壊するまでは、一見普通の地面のように見えている。

## 特徴
流砂の比重はかなり大きく人間が浮くことができるのが通常である。通常、水の比重よりもかなり大きい。水分を多量に含んだ流砂であっても、水の比重を下回ることはない。つまり、降伏応力の観点からも、多くの映画の場面で見られるような、流砂に呑み込まれて完全に没してしまうことはない。また、多くの流砂が深さ1m程度なので、立っている限りは、完全に表面下に沈んでしまうことも少ない。さらに深い場合でも、ある程度の上に押し上げる力があるため慎重に動けば脱出することが可能である。
しかし、疑塑性流体である特性から、振動を加えると流動性が増す。すなわち、もがけばもがくほど沈み込んでいくという事実は符合する。それでも浮力により一定以上は沈まないので、立っている限りは沈没する危険性は低い。逆に言うと、横になればなるほど、もがけばもがくほど沈没する危険性が高まる。
一方で静止状態では土砂のように振る舞うため、流砂から物体を引き出すには非常に大きな力が必要となる。そのため通常は、流砂に呑み込まれることよりも、力尽きたりして流砂の中から抜け出せなくなり、立ち往生する危険性のほうが高い。土砂に埋められている場合と同様な状況である。立ち往生すると、飢餓や洪水などの二次的な災害に巻き込まれる危険がある。
何らかの原因で流動している流砂については、水、洪水と同程度以上に危険である。また比重は水より遥かに大きい事から、流体の液圧も水よりは高く破壊力も大きくなる。

## 流砂のある土地
流砂は川岸や沼地、または海岸の近くで見ることができる。流砂を引き起こす沼を俗に底なし沼（そこなしぬま）と呼ぶ。また、湿原にも「ヤチマナコ」という古くからの呼称で多数存在している。
また、地震などによって地下水に圧力が加わったりした場合に起こることもあり、建物などを呑み込むこともある。
流砂が危険なことでよく知られている場所のひとつに、イギリスのモアカム湾がある。広くて浅いこの湾では干満の入れ替わりが急速なため、干潮時に流砂に捕らわれた人がそのまま満潮となった場合、水面下に取り残される危険性がある。モアカム湾での出来事ではないが、実際に流砂に捕らわれた女性の満潮による死亡事故が1988年のアラスカで起きている。

## 流水で移動する土砂
土砂の河川への流入や流水などが河床を洗掘することによって発生し、河道内を移動し堆積することで河川形状を変形させる。構成材料と流砂形態からベッドマテリアルロードとウォッシュロードに分類される。ベッドマテリアルロードは主に河床に有意に存在する砂礫からなり、河床を構成する砂礫と交換を繰り返す流砂である。その挙動は掃流力によって大きく支配され、移動形式により掃流砂と浮遊砂に分類される。ウォッシュロードは河床砂礫に有意に存在しないような細かい粒径の土砂で構成され、流速が遅くなってもなかなか沈殿しないため河床と交換されづらい流砂である。